# Караїмський провулок
Караї́мський прову́лок — провулок у Солом'янському районі міста Києва, місцевість Олександрівська слобідка. Пролягає від Архітекторської до Донської вулиці. 
Прилучаються Оборонна вулиця і проспект Валерія Лобановського.

## Історія
Провулок виник в 1-й половині XX століття, з 1944 року — Крюківщанська вулиця, від с. Крюківщина на Київщині. 1952 року отримав назву Донський провулок, від річки Дон.
Сучасна назва на честь одного з корінних народів Криму — з 2022 року.